# Cybocephalus genitalia
Cybocephalus genitalia is een keversoort uit de familie Cybocephalidae. De wetenschappelijke naam van de soort is voor het eerst geldig gepubliceerd in 1954 door Smirnoff.